# Новопилипівка (зупинний пункт)
Новопили́півка — пасажирський залізничний зупинний пункт Знам'янської дирекції Одеської залізниці на електрифікованій лінії Користівка — Яковлівка між станціями Олександрія (3 км) та Королівка (13 км). Розташований на заході міста Олександрія Олександрійського району Кіровоградської області.
Назва походить від колишнього села, згодом селища Новопилипівка, яке нині є  одним з мікрорайонів міста Олександрії. Від самого мікрорайону, який розташований на заході міста, залізнична платформа відділена індустріальною зоною колишнього Олександрійського рудоремонтного заводу.

## Пасажирське сполучення
На Платформі Новопилипівка зупиняються приміські поїзди:
| Рух поїздів по зупинному пункту Новопилипівка |                        |                          |
| №                                             | Маршрут сполучення     | Періодичність курсування |
| 6001                                          | П'ятихатки — Знам'янка | Щоденно                  |
| 6002                                          | Знам'янка — П'ятихатки | Щоденно                  |